# 广州文化公园

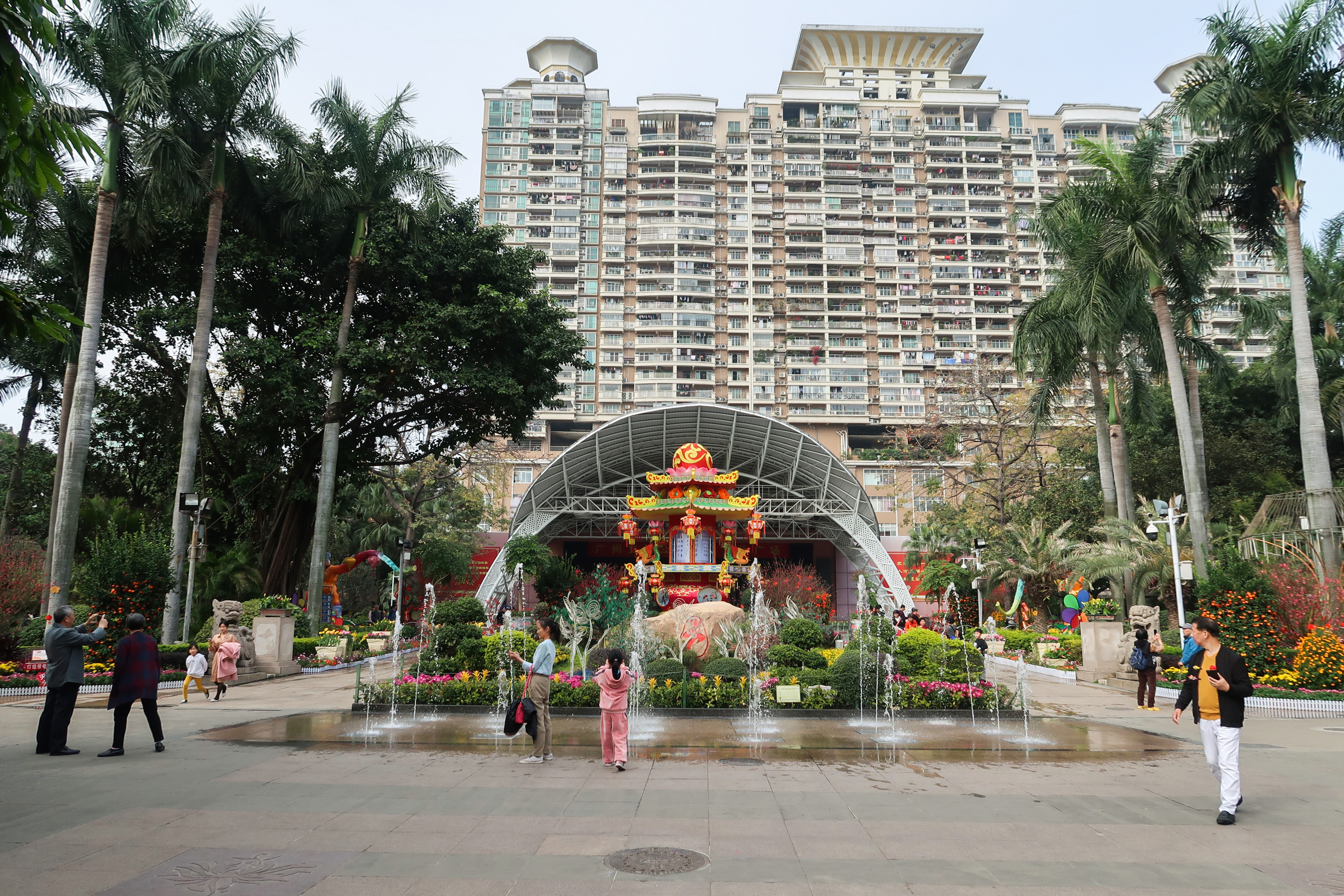
中心廣場跳躍噴泉

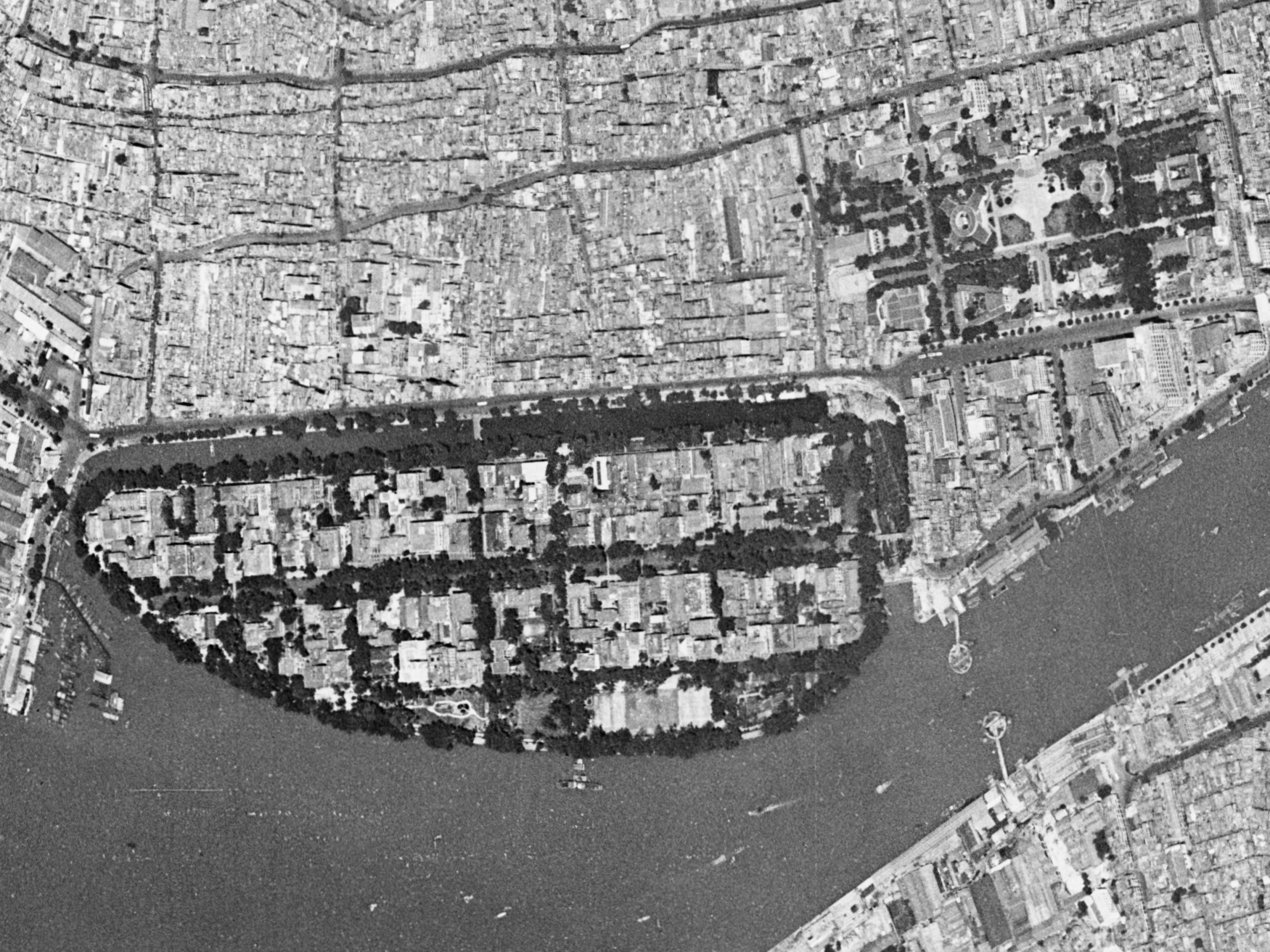
广州文化公园（右）卫星图（1966年）

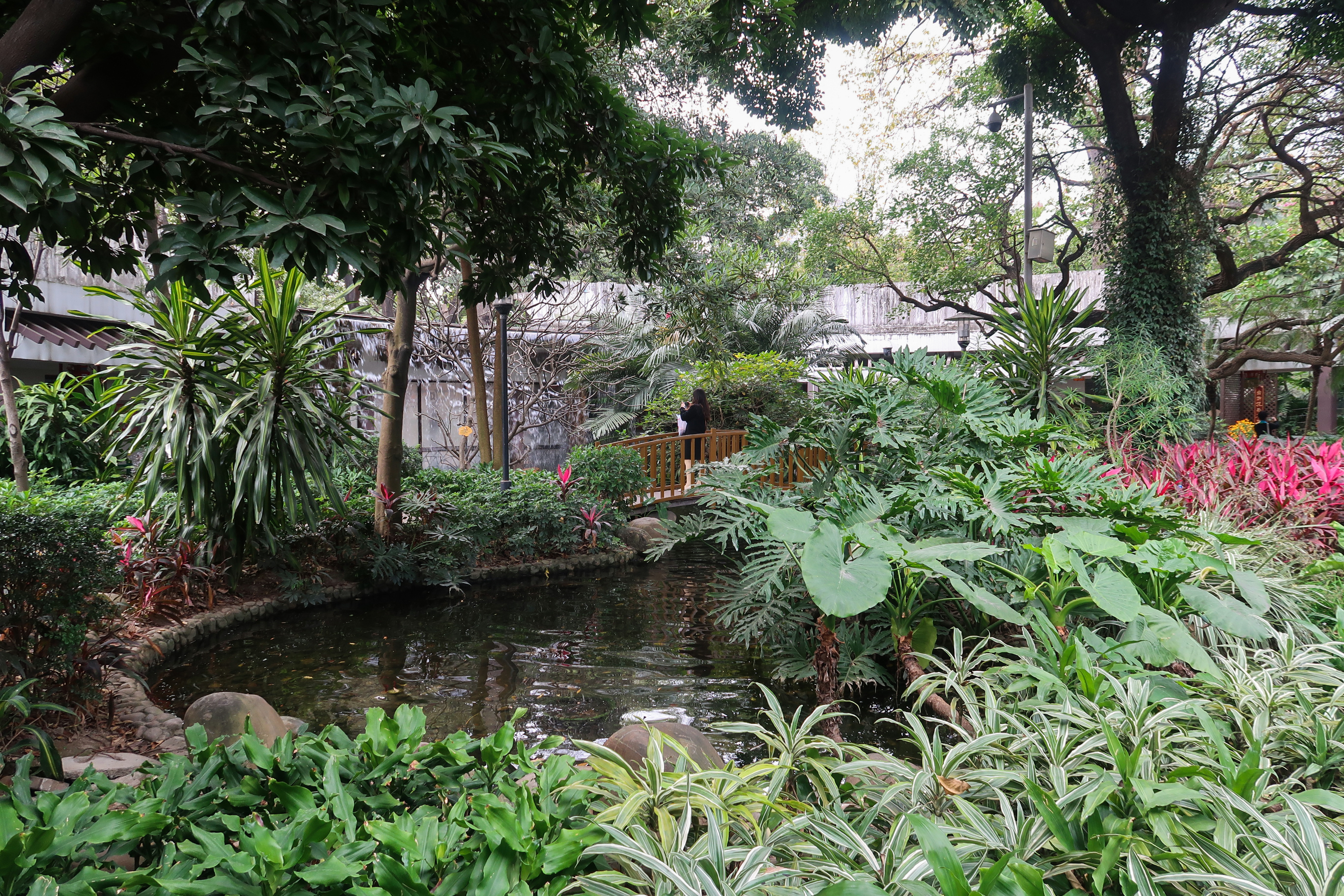
西关苑內園

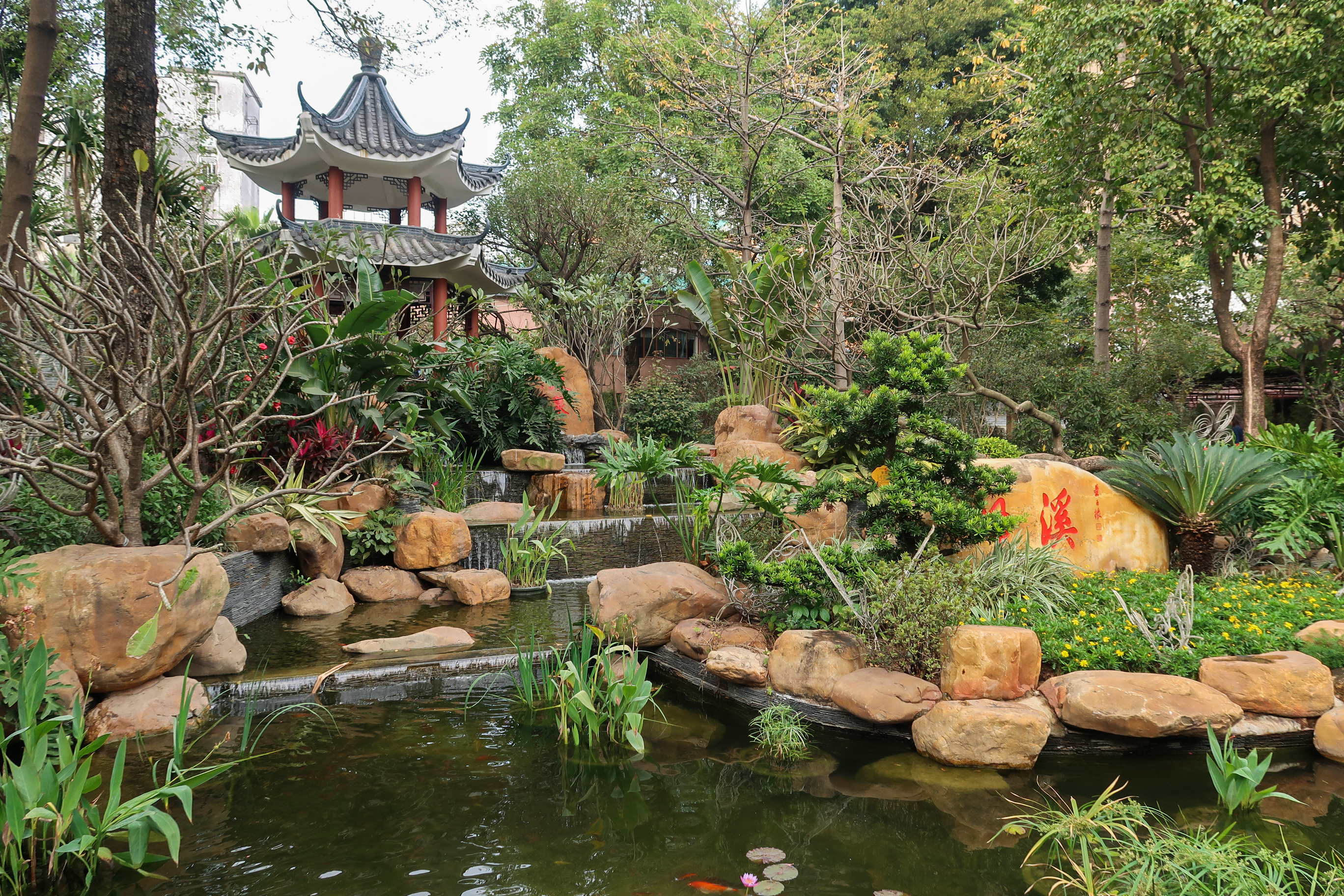
溪池

广州文化公园是位於中国广州市內邻近珠江畔的一公园，以宣传展览、文娱体育、园林绿化、游乐活动为主的综合性文化娱乐场所。公园占地8.3公顷，全园绿化面积1.55公顷，园内设有大型露天广场、中心台、展览中心、展览馆、水产馆、海豚馆、溜冰场、棋艺馆、电影场、健美乐苑、仿古园林建筑景区、游乐场以及正在兴建的楼高23层的文化娱乐广场等。每年均举办迎春花会、中秋灯会、羊城菊会三大展览。广州文化公园毗邻南方大厦、爱群大酒店、白天鹅宾馆、沙面岛及十三行、人民南路等商业旺地。地铁六号线和地铁八号线於文化公园设有文化公园站，位於公园西侧。
公园原址是抗日战争中日本战机轰炸广州时留下的废墟，1952年在废墟中建成华南土特产展览交流大会会场，1952年改称为岭南文物宫，1956年参照当时苏联的高尔基文化公园易名为广州文化公园，是中国首个以文化命名的公园。

## 歷史建築
- 原展覽會水產館，現時為水族科普場地
- 原展覽會省際館
- 原展覽會手工業館（現時為西关苑）
- 原展覽會水果蔬菜館

## 交通

### 地铁
- █广州地铁6号线：文化公园站
- █广州地铁8号线：文化公园站

- 公共汽車：人民南路站、文化公园站
- 地铁：文化公园站